# Yvonne Craig
Pour les articles homonymes, voir Craig.
Yvonne Joyce Craig, née le 16 mai 1937 à Taylorville dans l'État de Illinois aux États-Unis et morte le 17 août 2015 à Pacific Palisades (Los Angeles), est une actrice et une danseuse de ballet américaine, principalement connue pour son rôle de Batgirl dans la série télévisée de Batman. The Huffington Post l'a cité comme « une pionnière des super-héros féminins » pour la télévision.

## Biographie
Yvonne Craig est née à Taylorville, en Illinois, et grandit à Columbus, dans l'Ohio. En 1951, sa famille déménage pour Oak Cliff, un quartier de Dallas (Texas), où elle étudie au W. H. Adamson High School et au Sunset High School. Elle n’obtient pas son diplôme en raison de l’absence d’un seul crédit en éducation physique.

### Carrière

#### Ballet
Découverte par Alexandra Danilova, une danseuse de ballet et professeure, Craig rejoint les Ballets Russes de Monte-Carlo en tant que plus jeune membre du corps de ballet. Son entraînement l’aidera pour ses cascades dans son rôle de Batgirl. Elle quitte la compagnie de ballet en 1957 à la suite « d’un désaccord sur les changements de casting » et s’installe à Los Angeles dans l’espoir de continuer sa carrière de danse, mais se retrouve à jouer des rôles dans des films.

#### Actrice
Un de ses premiers rôles à la télévision est dans un épisode de la série Perry Mason (« The Case of the Lazy Lover », 1958) au côté de Neil Hamilton qui joue son beau-père. Elle le retrouvera plus tard sur la série Batman dans laquelle il joue James Gordon, commissaire de police et père de Batgirl. Peu de temps après, elle tourne dans trois films — Californie, terre nouvelle (The Young Land), La Vie ardente de Gene Krupa (The Gene Krupa Story), et Gidget (tous en 1959) — et fait une apparition dans la série Bonne chance M. Lucky (Mr. Lucky), dans le rôle de Beverly Mills (épisode 8, « Little Miss Wow », 1959). Craig joue avec Bing Crosby dans Une seconde jeunesse (High Time, 1960), et dans Traquées par les Japs (Seven Women from Hell, 1961) elle joue auprès de Cesar Romero. En 1962, elle fait une apparition dans la série western Laramie (saison 4, épisode 5 : « The Long Road Back »).

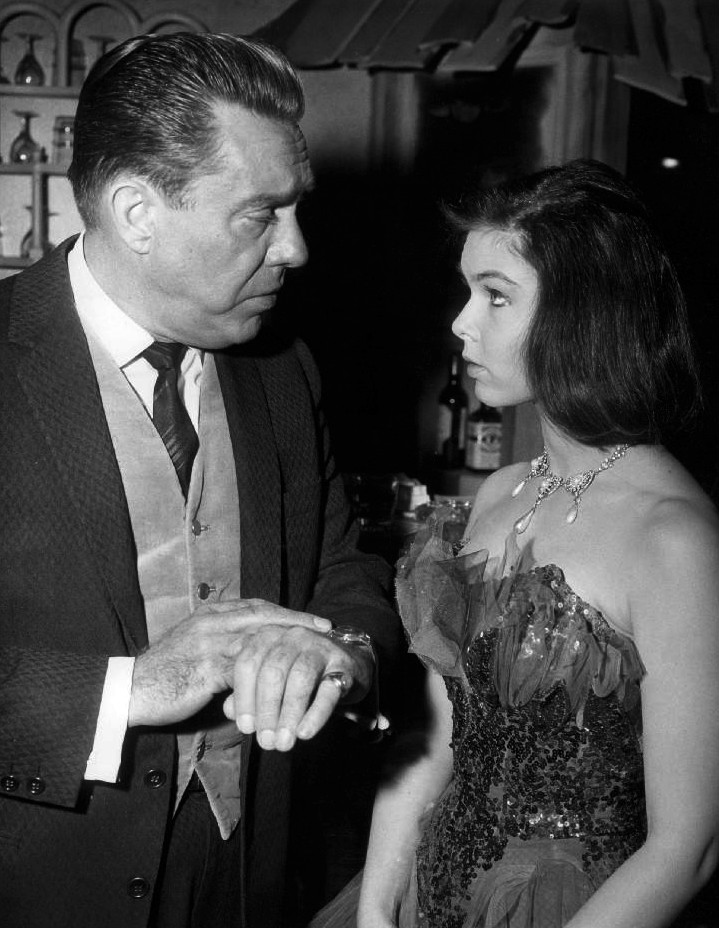
Yvonne Craig face à Edmond O'Brien dans la série Sam Benedict en 1963.

Craig joue aux côtés d’Elvis Presley dans deux films : Blondes, Brunes et Rousses (It Happened at the World's Fair, 1963) et Salut, les cousins (Kissin' Cousins, 1964). Elle joue également dans le film de science fiction Mars Needs Women (1966) et dans F comme Flint (In Like Flint, 1967) dans le rôle d’une danseuse ballerine russe face à l’acteur James Coburn.
Durant les années 1960, elle joue régulièrement dans des séries télévisées. Elle apparaît à cinq reprises dans Dobie Gillis (The Many Loves of Dobie Gillis), jouant cinq petites amies différentes du personnage principal entre 1959 et 1962. En 1960, elle joue Jo, une jeune photographe avec Charles Bronson dans Man with a Camera. En 1964, elle fait une apparition avec le rôle de Carol, une photographe, dans Voyage au fond des mers (Voyage to the Bottom of the Sea, saison 1, épisode 7 : « Compte à rebours »). En 1965, elle est dans La Grande Vallée (The Big Valley, saison 1, épisode 16 : « The Invaders ») et Kentucky Jones (épisode 26 : « Kentucky′s Vacation »).
Craig joue une infirmière de la Navy dans un épisode de Sur le pont, la marine ! (McHale's Navy, saison 3, épisode 22 « Pumpkin Takes Over ») en 1965. La même année, elle apparaît dans un épisode de Des agents très spéciaux (The Man from U.N.C.L.E., saison 1, épisode 23 : « Lésions cérébrales »), dans lequel elle aide à résoudre un mystère. L’année suivante, elle est à l’affiche du film tiré de la série Des agents très spéciaux : One Spy Too Many. En 1966, dans un épisode de Les Mystères de l'Ouest (The Wild Wild West, saison 1, épisode 18 : « La Nuit orientale »), elle joue une danseuse assassine. Dans un épisode de 1968 de Madame et son fantôme (The Ghost & Mrs. Muir, saison 1, épisode 2, « Haunted Honeymoon »), elle joue Gladys Zimmerman, une future mariée bloquée une nuit à Gull Cottage.

#### Batman

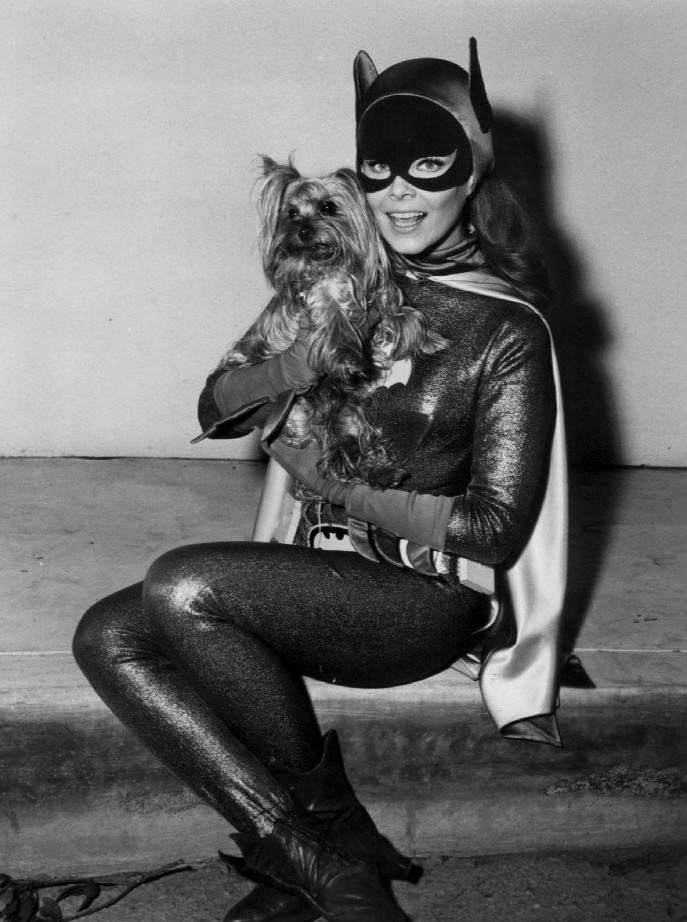
Yvonne Craig dans son rôle de Batgirl en 1968.

De septembre 1967 jusqu’à mars 1968, Craig apparaît dans son rôle le plus connu, Batgirl, dans la troisième et dernière saison de la série d’ABC des années 1960 : Batman. Dans ce rôle, elle porte un costume jaune et pourpre, monte une « moto violette avec des bordures en dentelle blanche » et son alter ego est Barbara Gordon, la fille bibliothécaire du Commissaire Gordon. The New York Times l’a félicité pour avoir « ajouté un élément de pouvoir féminin décousu » à une série télévisée qualifiée de « campy ».
Durant cette période, elle apparaît dans le jeu télévisé The Dating Game (1967).
Craig reprend son rôle de Batgirl en 1974 pour une annonce de service public (PSA (en)) pour l’égalité de rémunération entre hommes et femmes, sponsorisé par le département du Travail des États-Unis. Dans ce PSA, Batman et Robin sont attachés à un poteau et menacés par une bombe, mais Batgirl refuse de les libérer parce qu’elle est moins bien payée que Robin, ce qui est en violation avec la Federal Equal Pay Law. Le PSA est écrit et réalisé par Sidney Galanty, et raconté par William Dozier, le narrateur de la série Batman. Dick Gautier (en) joue Batman car à cette époque, Adam West cherchait à s’éloigner de ce rôle.
Craig a ressenti un lien avec le personnage et a été triste quand Barbara Gordon a été blessée et paralysée par le Joker dans le roman graphique Batman: The Killing Joke (1988).

#### AprèsBatman
Après Batman, Craig continue de jouer sporadiquement dans des films et pour la télévision. Elle apparaît en guest-star dans Opération vol (It Takes a Thief), La Nouvelle Équipe (The Mod Squad), Mannix et Emergency!. Mais aussi dans Star Trek, pour le rôle de Marta, une esclave extra-terrestre dans l’épisode La Colère des dieux (Whom Gods Destroy, 1969). De 1969 à 1972, elle apparaît dans quatre épisodes de la série comédie Love, American Style. En 1970, dans un épisode de Au pays des géants (Land of the Giants, saison 2, épisode 24 « Rétrospective »), elle joue un des deux humanoïdes, avec Bruce Dern, qui poursuivent les deux acteurs principaux, Gary Conway et Don Marshall. En 1973, elle apparaît dans un épisode de la première saison de Kojak (« Coup de théâtre »), et en 1977, elle fait une apparition dans L'Homme qui valait trois milliards (The Six Million Dollar Man, saison 4, épisode 20 « Lutte clandestine »).

### Après Hollywood
Quand sa carrière à Hollywood prend fin, elle se lance dans les affaires privées. Elle est brièvement co-productrice de salon industriel, avant de commencer une carrière d’agent immobilier. De 2009 à 2011, elle double Grandma dans la série animée pour enfants Olivia. Elle publie une autobiographie intitulée From Ballet to the Batcave and Beyond en 2000 et apparaît dans le film documentaire Ballets Russes de 2005.
Elle est également philanthrope et défenseure des syndicats des travailleurs, de la gratuité des mammographies et de l'égalité de rémunération pour les femmes,.

### Mort
Yvonne Craig meurt à l’âge de 78 ans, dans sa maison de Pacific Palisades (Los Angeles, Californie) le 17 août 2015, des suites d’un cancer du sein qui s’est étendu à son foie,,,.

## Filmographie
Liste non exhaustive

### Cinéma
- 1959 : Californie, terre nouvelle (The Young Land) de Ted Tetzlaff : Elena de la Madrid
- 1959 : Gidget (Gidget) de Paul Wendkos : Nan
- 1959 : The Gene Krupa Story (en) de Don Weis
- 1960 : Une seconde jeunesse (High Time) de Blake Edwards : Randy Pruitt
- 1961 : Par l'amour possédé (By Love Possessed) de John Sturges : Veronica
- 1961 : Traquées par les Japs (Seven Women from Hell) de Robert D. Webb : Janet Cook
- 1963 : Blondes, Brunes et Rousses (It Happened at The World's Fair de Norman Taurog : Dorothy Johnson
- 1964 : Salut, les cousins (Kissin' Cousins) de Gene Nelson : Azalea Tatum
- 1964 : Le Bataillon des lâches (Advance to the Rear) de George Marshall : Ora
- 1965 : Ski Party de Alan Rafkin : Barbara Norris
- 1966 : One Spy Too Many de Joseph Sargent : Maude Waverly
- 1966 : One of Our Spies Is Missing de E. Darrell Hallenbeck : Maude Waverly
- 1967 : Mars Needs Women de Larry Buchanan : Dr. Marjorie Bolen
- 1967 : F comme Flint (In Like Flint) de Gordon Douglas : Natasha
- 1971 : How to Frame a Figg de Alan Rafkin : Glorianna
- 1990 : Diggin' Up Business de Mark Byers et Tom Pardew : Lucille

### Télévision
- 1966 : Les Mystères de l'Ouest (série)
- 1967 : Batgirl : Barbara Gordon/Batgirl
- 1967 : Batman (série) : Barbara Gordon/Batgirl
- 1969 : Star Trek (épisode La Colère des dieux) : Marta
- 1969 : The Courtship of Eddie's Father (série)
- 1969 : Mannix (S3-3p11 "Qui m'a tué ? / Who killed me ?") (série) : Diana Everett
- 1973 : Jarrett de Barry Shear (téléfilm)
- 1977 : L'Homme qui valait trois milliards (The Six Million Dollar Man) (saison 4 épisode 19) : Lena Bannister
- 2009 : Olivia (série animée) : Grand-mère

## Publication
- (en) Yvonne Craig, From Ballet to the Batcave and Beyond, New York, Kudu Press, 2000 (ISBN 0-9678075-6-5)

## Voix françaises
- Hélène Vallier dans F comme Flint (1967)
- Dorothée Jemma dans Batman (1984-1986)